# Helsingin Sanomat
Helsingin Sanomat, forkortet HS, er den største avis i Finland og i Norden. I 2006 var dens oplag på 426.117 mandag-lørdag og 476.211 på søndage, hvilket er en del mere end Nordens næststørste avis, norske VG. Navnet refererer til landets hovedstad, Helsinki, hvorfra avisen udgives. Den udkommer i broadsheet.
Avisen blev grundlagt i 1889 som Päivälehti, da Finland var storfyrstedømme under den russiske tsar. Politisk censur tvang avisen, der var ivrig fortaler for mere frihed til Finland og sågar uafhængighed, til at suspendere udgivelsen og endte med at lukke avisen i 1904. Den åbnede imidlertid allerede igen under det nuværende navn i 1905. Dengang var den det officielle organ for Ungfinska partiet, men siden 1930'erne har den været partipolitisk neutral. I mange år blev avisen drevet som et familieforetagende, men i dag er den en del af mediekoncernen Sanoma.
I Stor-Helsinki når Helsingin Sanomat så meget som 75 procent af husstandene, og den fungerer som den primære lokale avis i hovedstaden. Dens indflydelse på det finske samfund er stor. Politisk har den bl.a. advokeret for finsk deltagelse i EU og NATO.
Helsingin Sanomat har siden Finlands formandskab for EU i 1999 drevet både en finsk og en engelsk netavis.